# Panzerfaust 3
De Panzerfaust 3 is een antitankwapen, dat is ontwikkeld tussen 1978 en 1985.